# Práce (ekonomie)
Práce je v ekonomii cílevědomá lidská činnost, která vede k uspokojování lidských potřeb, k vytváření statků a služeb. V klasické ekonomii je vedle půdy a kapitálu jedním z produkčních faktorů a zastupuje zde lidský činitel. Levicové a socialistické ekonomické teorie charakterizuje vysoké hodnocení práce oproti jiným faktorům.

## Rozdělení
Práce může být:
- fyzická nebo duševní
- placená nebo neplacená (také domácí práce)
- závislá (námezdní) nebo samostatná[1]
- dobrovolná nebo nucená[2]